# BMW R 68
Die BMW R 68 ist ein Zweizylinder-Motorrad mit 600 cm³ Hubraum und 26 kW (35 PS) Nennleistung bei 7000 Umdrehungen pro Minute. Die Maschine wurde durch Leistungssteigerung aus ihrem 600-cm³-Schwestermodell R67 entwickelt. Die Serienausstattung unterstreicht die sportliche Note der R 68 mit schmalem vorderen Schutzblech, das einen Versteifungsbügel zwischen den Gabelholmen notwendig machte, sowie durch das mit dem Sattel gekoppelte (und mit diesem aus- und einfedernde) Spezialsitzkissen, das sogenannte „Rennbrötchen“, über dem hinteren Schutzblech. Die nicht klappbaren Zusatzfußrasten waren nicht nur für (sporadischen) Soziusbetrieb gedacht, sondern ermöglichen auch dem Fahrer eine rennmäßigere Sitzposition.

## Geschichte
Im Oktober 1951 zeigte der deutsche Motorradhersteller BMW auf der Frankfurter IFMA ein neues Hochleistungsmodell im Stil der Werksmaschine der Internationalen Sechstagefahrt. Ein Spitzenmotorrad, eine 160-km/h-Maschine, der die Fachwelt schnell das Prädikat „100 Meilen Renner“ offerierte, denn sie war bei ihrem Serienanlauf im Sommer 1952 das erste deutsche Serienmotorrad, das die „100-Meilen-Grenze“ knackte.
BMW Motorräder wurden seit jeher sehr sorgfältig 'modellgepflegt': neben vielen Detailänderungen gab es drei größere 'Facelifts':
- Mitte 1952 (verbesserte Vorderradgabel, Gummimanschetten)
- 1953 (Knecht-Luftfilter und Seitenwagenanschluss)
- Modell 1954, hergestellt ab September 1953 (Vollnabenräder, Leichtmetallfelgen und „Torpedo“-Schalldämpfer).

Im Januar 1955 wurden dann auf dem Brüsseler Salon als Nachfolgegeneration die Vollschwingenmodelle vorgestellt, deren Fahrwerke wieder das Niveau der Mitbewerber auf dem Weltmarkt erreichten.
Von der R 68 wurden zwischen 1952 und 1954, letztlich wegen ihrer Exklusivität und des hohen Anschaffungspreises von 3950 DM, nur 1452 Exemplare hergestellt.

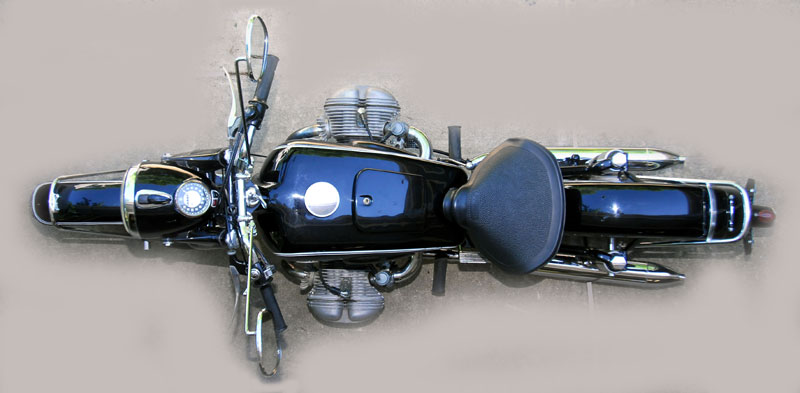
Draufsicht des BMW R 68, Modell 1954
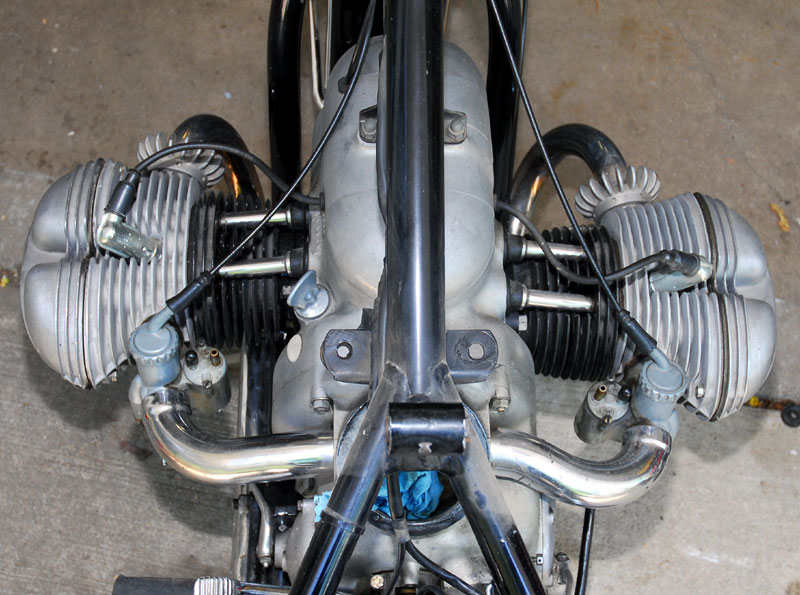
R 68 Boxermotor
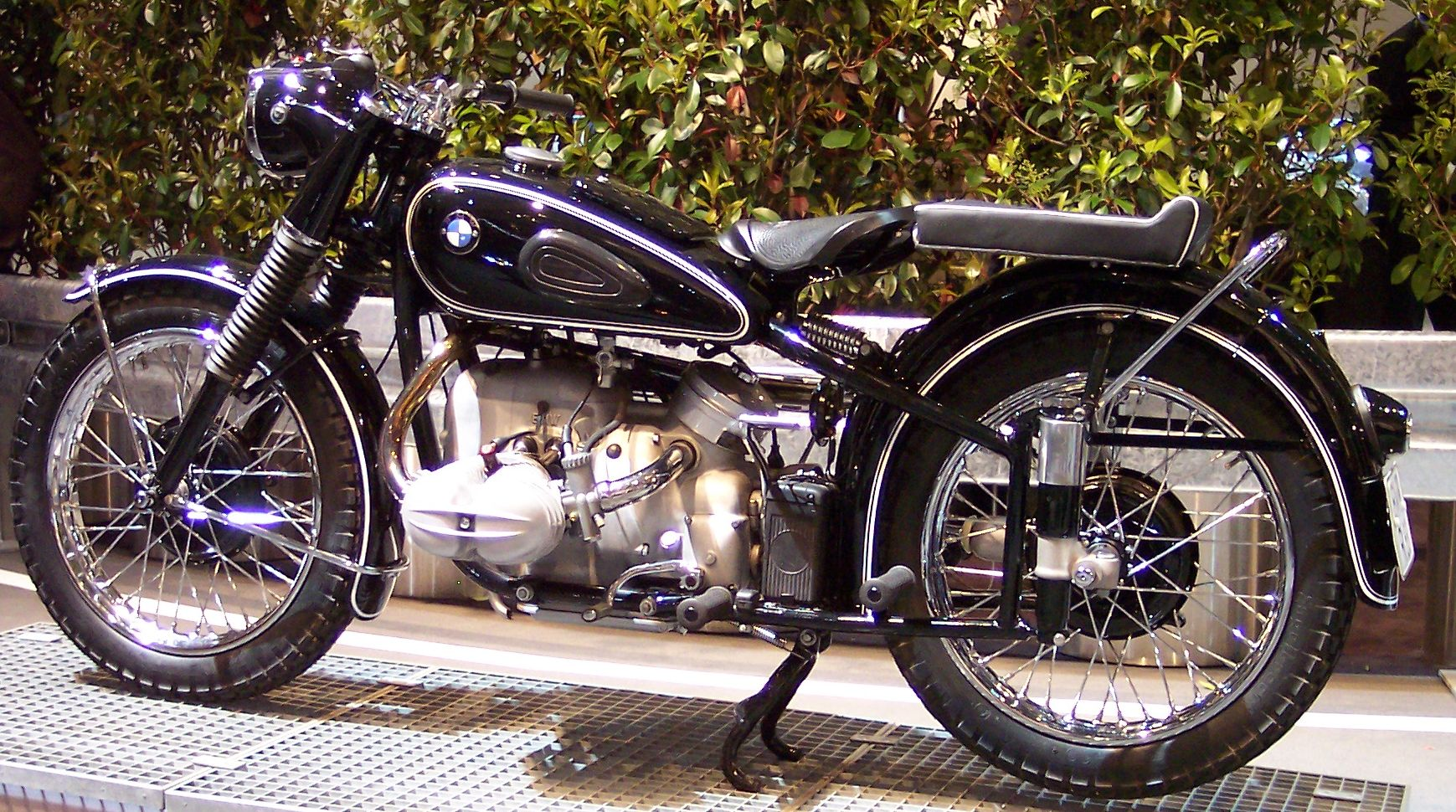
BMW R 68, augenscheinlich mit veränderter Abgasführung
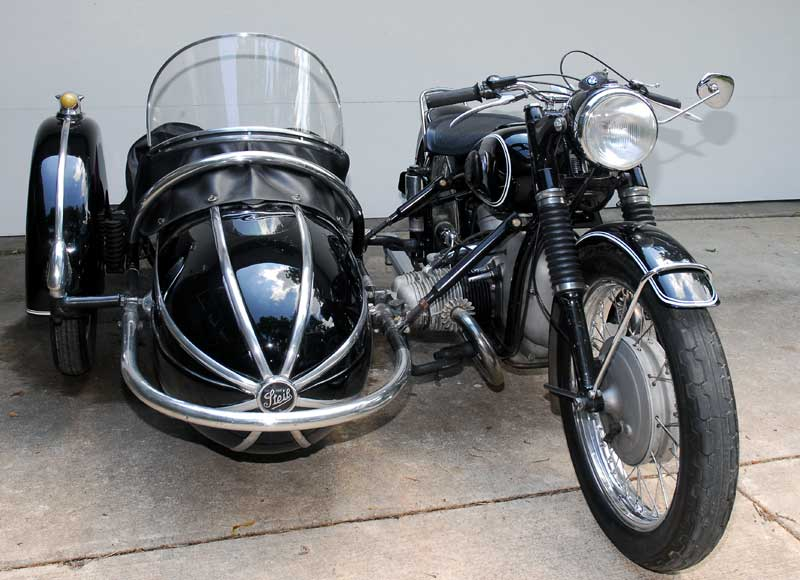
BMW R 68 (1954) mit Steib Seitenwagen (1951)

## Technische Beschreibung
Der Zweizylinder-Boxer-Viertakt-Motor ist längs eingebaut. Seine außen über den Zylindern in verchromten Schutzrohren laufenden Stoßstangen (OHV) betätigen die Kipphebel im Zylinderkopf, und diese die hängenden Ventile. Die Nockenwelle wird über einen im Ölbad laufenden Zahnradsatz von der Kurbelwelle angetrieben. Die Zahnrad-Ölpumpe befindet sich hinter dem vorderen Gehäusedeckel und wird von den Stirnrädern über eine Untersetzung angetrieben.
Obwohl der Motor der R68 rein optisch sehr den Tourenmodellen R51/3 und R67 (/2, /3) ähnelt, sind nahezu alle Teile gegenüber der Tourenversion angepasst. Die Verdichtung wurde mit neuen Sportkolben (mit nun 20 mm Kolbenbolzen) nur moderat von 5,6:1 auf 7,5–7,7:1 angehoben. Der Zylinderkopf wurde gänzlich neu entwickelt und besaß größere Kanäle und Ventile sowie eine stärkere Verrippung, auch der Zylinder wurde verändert, um die zwei zusätzlichen Befestigungsschrauben aufzunehmen. Auch der Ventiltrieb wurde überarbeitet, eine andere Nockenwelle (mit zusätzlichem vorderem Lager) steuert über robustere Stoßstangen die nun nadelgelagerten Kipphebel. Zusammen mit den großen 26-mm-Bing-Vergasern konnte der Motor mit einer Spitzenleistung von 35 PS statt bisher 26 PS zur Serienreife gebracht werden. Um den vorzeitigen Ausfall der Hauptlager durch Biegeschwingungen der Kurbelwelle bei hohen Drehzahlen in Grenzen zu halten, wurde als hinteres Hauptlager ein Tonnenlager (mit leicht balligen Lagerrollen) eingebaut. Auf dem hinteren Kurbelwellenstumpf sitzt die schwere Schwungscheibe (mit im Schauloch einsehbarer Zündeinstellmarkierung), die die Einscheibentrockenkupplung aufnimmt. Auch die Kupplung unterscheidet sich von den Tourenmodellen durch eine dünnere Reibscheibe und kräftigere Federn, die Schwungscheibe ist aufgrund geänderter Zündmarkierungen gegenüber den Tourenmodellen geändert. Die Kupplung wird über ein Axiallager und eine Druckstange betätigt, die durch die hohle Getriebehauptwelle verläuft. Dieses Modell hat den klassisch geschwungenen verchromten Kickstarter-Hebel. Am Getriebe befindet sich auf der rechten Seite – entsprechend der auch 1969 noch gültigen deutschen Norm DIN 73005 – zusätzlich ein Handschalthebel; diese Handschalt-Möglichkeit wurde bei BMW letztmals bei den "Gradweg-Federungs"-Modellen eingesetzt und ermöglicht ein leichteres Finden der Leerlaufstellung. Die R 68 hat, wie die schwächeren Schwestermodelle R 51/3 und R 67/2, eine rechtsdrehende Kardanwelle mit außen liegendem Tellerrad am Kardanantrieb; bei den Nachfolgemodellen wurde die Kardandrehrichtung aufgrund des nun verwendeten 3-Wellen-Getriebes geändert.
Die BMW R 68 hat eine automatische Zündverstellung über einen Fliehkraftregler. Bei schlechten Kraftstoffqualitäten neigte der hochverdichtete Motor jedoch zum Kraftstoffklingeln („Motorklingeln“). Daher wurde die R 68 noch zusätzlich mit einer manuellen Verstellung der Zündung ausgerüstet: auf dem linken Lenkergriff befindet sich der Zündverstellhebel. Mit ihm kann der Zündzeitpunkt (Winkel vor Erreichen des oberen Totpunktes) manuell verstellt werden. Bei heutigen Kraftstoffen ist eine manuelle Korrektur des Zündzeitpunktes jedoch nicht mehr nötig.
Der Zweizylinder-Boxer-Motor der BMW R 68 ist mit 2 Bolzen im Doppelschleifenrahmen befestigt. Auf dem vorderen Kurbelwellenstumpf sitzt hinter einem Gehäusedeckel die spritzwasserdicht gekapselte Gleichstrom-Lichtmaschine mit Laderegler. Der Bleiakkumulator sitzt ungekapselt auf einem Halter links hinter dem Getriebe.
Die Anpassungen des Fahrwerks an die hohe Motorleistung fielen übersichtlich aus. Man beschränkte sich auf die Entwicklung spezieller Auswuchtgewichte und geeignete Sportbereifung für die Laufräder. Sobald die Motorleistung der Sportmaschine voll genutzt wurde, machte sich die nicht angepasste Fahrwerkstechnik als Schwachpunkt der Maschine nachteilig bemerkbar. Im Vergleich zum internationalen Wettbewerb hatte die schnelle und sehr teure BMW immer noch keine Schwinge und verlor mit einer vollkommen unzulänglichen Geradewegfederung am Hinterrad bei schlechten Straßen leicht den Bodenkontakt. Diese nunmehr unverkennbare Fahrwerksschwäche im Zusammenspiel mit dem leistungsstarken Motor brachte BMW viel Kritik ein.
Die beiden Vergaser sind Bing-Schwimmerkammervergaser mit konischer Nadel im Rundschieber (Bezeichnung: 1/26/9 und 1/26/10). Das Nass-Luftfilterelement sitzt auf dem Getriebegehäuse. Luftfilter und Vergaser sind durch verchromte Saugrohre ohne äußere Gummielemente verbunden. Der Luftfilter ist ein mit Öl benetztes Stahlnetz, an dem der Staub sich beim Ansaugen der Luft festsetzt, und das zur Wartung auszuwaschen ist.
Der Antriebsstrang hat am Getriebeausgang eine schwarze textilverstärkte Gummi-Vierlochscheibe (Hardyscheibe), die am Zweifingerflansch des Getriebes aufgeschoben ist. Sie überträgt das Drehmoment der Getriebeausgangswelle auf die Zweifingeraufnahme der Kardanwelle. Die Hardyscheibe ist mit einem verchromten Ring umreift.
Die nicht gekapselte, verchromte Kardanwelle für den Hinterradantrieb ist mit einem Kardangelenk am Winkelgetriebe im Alugusskorpus befestigt. Das Umlenkgetriebe ist ein Kegelradgetriebe mit 90° Umlenkung. Die Zahnräder laufen in einem speziellen Schwergetriebeöl für hohe Flankenpressungen (Hypoidöl).